# 疑問符 (河合奈保子の曲)
「疑問符」（ぎもんふ）は、河合奈保子の15枚目のシングル。1983年12月1日に日本コロムビアから発売された。EPの規格品番はAH-394。

## 概要
来生えつこ・たかお姉弟が河合のシングル曲を担当するのは、「ストロー・タッチの恋」以来3作品ぶり2度目である。
表題曲「疑問符」は、作曲を手掛けた来生たかおがアルバム『LABYRINTH』でセルフカバーを行っている。

## 収録曲
- 両楽曲共に、作詞：来生えつこ／作曲：来生たかお／編曲：大村雅朗

1. 疑問符（4:21）
2. 冷たいからヒーロー（4:08）

## 収録アルバム
- 『Summer Delicacy』（1984年）

## セルフカバー
- 来生たかお（1984年12月1日／企画アルバム「LABYRINTH」収録。編曲：ポール・モーリア）